# Новачок року Головної бейсбольної ліги

Джекі Робінсон отримує нагороду від Джека Раяна, голови Асоціації бейсбольних журналістів Америки. Чикаго, Іллінойс. 15 листопада 1947 р.

Приз Новачок року Головної бейсбольної ліги (англ. Major League Baseball Rookie of the Year Award) — щорічна нагорода Головної бейсбольної ліги (ГБЛ), яка вручається найкращому новачку Національної і Американської ліг за підсумками регулярного сезону, починаючи з 1947 року.Нагороду найкращому новачку вручає Асоціація бейсбольних журналістів Америки, якого обирають члени асоціації голосуванням. Першим володарем трофею став новачок «Бруклін Доджерс» Джекі Робінсон в 1947 році.

## Легенда
| 1Б | Перша база |
| 2Б | Друга база |
| 3Б | Третя база |
| ШС | Шортстоп   |
| П  | Пітчер     |
| К  | Кетчер     |
| АФ | Аутфілд    |

## Переможці

### Об'єднані Головні ліги (1947–48)
| Рік  | Гравець        | Команда         | Позиція |
| ---- | -------------- | --------------- | ------- |
| 1947 | Джекі Робінсон | Бруклін Доджерс | 1Б      |
| 1948 | Елвін Дарк     | Бостон Брейвз   | ШС      |